# Oil Terminal Constanța
Oil Terminal Constanța este o companie petrolieră din România.
Este specializată în distribuția țițeiului, produselor petroliere și petrochimice lichide.
Acționarul majoritar al companiei este AVAS, care controlează 59,62% din capital. Alți acționari sunt Fondul Proprietatea, cu 10%, și fondul de investiții Broadhurst, cu 7,6% din titluri.
Acțiunile Oil Terminal se tranzacționează la prima categorie a Bursei de Valori București, sub simbolul OIL.
Oil Terminal SA Constanța este unul dintre cele mai mari terminale din Sud-Estul Europei specializat în vehicularea țițeiului, produselor petroliere și petrochimice lichide și a altor produse și materii prime în vederea import/exportului și tranzitului.
Lungimea totală a conductelor terminalului marin este de 50 km, iar capacitatea maximă de vehiculare a țițeiului este de 24 milioane tone/an.
Oil Terminal are, de asemenea, șapte dane operative și trei depozite pentru țiței, benzină, motorină, păcură, produse chimice și petrochimice și uleiuri.
Pentru anul 2009, traficul de mărfuri estimat al companiei este de 8,5 milioane tone, în scădere cu 20% față de anul 2008, datorită crizei economice.
Până la inaugurarea terminalului Rompetrol - Midia Marine Terminal, la sfârșitul anului 2008, Oil Terminal beneficiase de o poziție de monopol privind tranzitul cu produse petroliere prin Portul Constanța.
Societatea face parte din compania de proiect a oleoductului Constanța - Trieste - PEOP.
Număr de angajați în 2009: 1.300
Cifra de afaceri:
- 2007: 37,2 milioane Euro (în primele nouă luni)[7]
- 2005: 128 milioane lei[8]

Venit net:
- 2005: 6 milioane lei[8]